# Pseudochirita
Pseudochirita é um género botânico pertencente à família Gesneriaceae.

## Nome e referências
Pseudochirita (S.Z.Huang ) W.T.Wang